# Mõisamõtsa
Mõisamõtsa este o arie protejată (arie specială de conservare — SAC, sit de importanță comunitară — SCI) din Estonia întinsă pe o suprafață de 231,3 ha, integral pe uscat.

## Localizare
Centrul sitului Mõisamõtsa este situat la coordonatele 57°34′49″N 26°39′16″E / 57.5804°N 26.6544°E.

## Înființare
Situl Mõisamõtsa a fost declarat sit de importanță comunitară în aprilie 2004 pentru a proteja 5 specii de animale. Situl a fost protejat și ca arie specială de conservare în aprilie 2014.

## Biodiversitate
Situată în ecoregiunea boreală, aria protejată conține 2 habitate naturale: Cursuri de apă de la nivel de câmpie la nivel montan, cu vegetație Ranunculion fluitantis și Callitricho-Batrachion, Taiga vestică.
La baza desemnării sitului se află mai multe specii protejate:
- nevertebrate (2): Ophiogomphus cecilia, Unio crassus
- pești (3): zglăvoacă (Cottus gobio), Lampetra fluviatilis, somonul (Salmo salar)